# Piotr Małoszewski

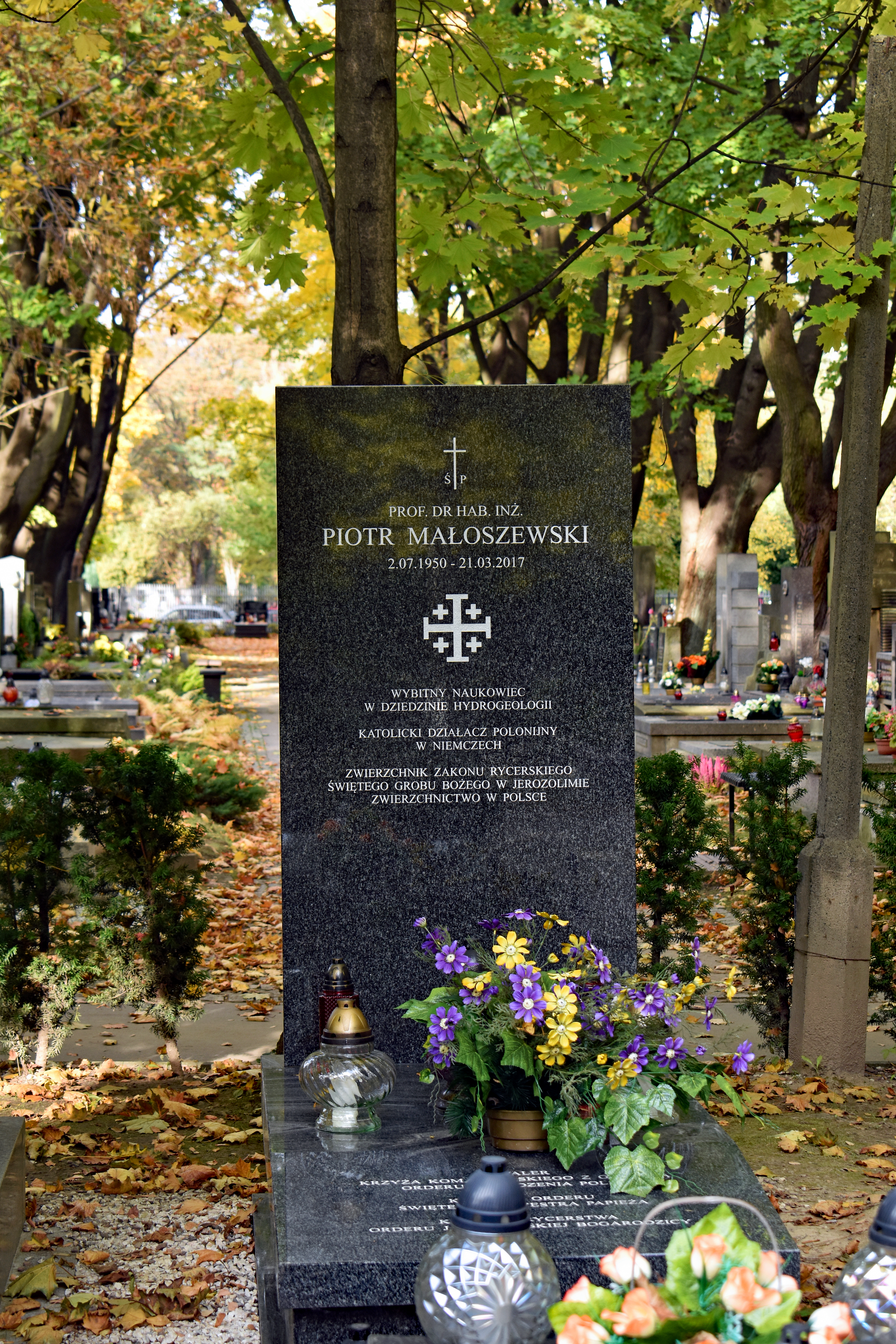
Grób Piotra Małoszewskiego

Piotr Małoszewski (ur. 2 lipca 1950 w Krakowie, zm. 21 marca 2017) – polski naukowiec, geolog, profesor nauk o Ziemi, działacz polonijny i katolicki.

## Życiorys
Ukończył w 1973 studia z zakresu fizyki technicznej na Wydziale Elektrotechniki Akademii Górniczo-Hutniczej w Krakowie. W 1978 na Wydziale Geologiczno-Poszukiwawczym tej samej uczelni uzyskał stopień naukowy doktora. Habilitował się w 1993 na Uniwersytecie we Fryburgu, a w 1995 na AGH w oparciu o pracę pt. Modelowania matematyczne eksperymentów znacznikowych w wodnych utworach szczelinowatych. W 2000 postanowieniem prezydenta RP otrzymał tytuł profesora nauk o Ziemi. Zawodowo od 1973 przez dwadzieścia lat związany z krakowskim Instytutem Fizyki Jądrowej. Był stypendystą Fundacji im. Alexandra von Humboldta. W latach 80. zaczął pracować naukowo poza granicami Polski. W 2004 został wicedyrektorem Instytutu Ekologii Wód Podziemnych w centrum badawczym w Monachium. W pracy naukowej zajął się zagadnieniami z zakresu hydrogeologii, hydrologii znacznikowej i geologii.
Został również aktywnym działaczem polonijnym i katolickim. Od 1993 do 1999 był dyrektorem Szkoły Przedmiotów Ojczystych działającej przy Polskiej Misji Katolickiej w Monachium. Współtworzył Chrześcijańskie Centrum Krzewienia Kultury, Tradycji i Języka Polskiego w Niemczech, przewodniczył Radzie Naczelnej Polskich Katolików Świeckich w Niemczech, wszedł także w skład Rady Katolików Świeckich Regionu Monachium.
Został pochowany w alei zasłużonych cmentarza Rakowickiego w Krakowie.

## Odznaczenia
Odznaczony m.in. Krzyżem Oficerskim (2000), Komandorskim (2012) i Komandorskim z Gwiazdą (2016) Orderu Odrodzenia Polski, a także Orderem Świętego Sylwestra (2007).
Kawaler, od 2014 komandor, a w 2017 zwierzchnik Zakonu Rycerskiego Grobu Bożego w Polsce.